# Жалобин
Жалобин (словац. Žalobín) — село и одноимённая община в районе Вранов-над-Топлёу Прешовского края Словакии. В письменных источниках начинает упоминаться с 1451 года.

## География
Село расположено в южной части края, в южной части Низких Бескид, в долине реки Ольки, вблизи места впадения её в Ондаву, при автодороге 554. Абсолютная высота — 142 метра над уровнем моря. Площадь муниципалитета составляет 11,88 км².

## Население
| Год:                | 1994 | 2004    | 2014    | 2024    |
| ------------------- | ---- | ------- | ------- | ------- |
| Количество человек: | 701  | 759     | 816     | 815     |
| Разница:            |      | +8,27 % | +7,50 % | −0,12 % |

По данным последней официальной переписи 2011 года, численность населения Жалобина составляла 817 человек.